# Claude Holgate
Claude Elmo Holgate (Irvington, 22 aprile 1872 – Newark, 29 marzo 1937) è stato un lottatore statunitense.
Partecipò alle gare di lotta dei pesi mosca leggeri ai Giochi olimpici di Saint Louis 1904, dove giunse quarto.